# Edgar le Pacifique
Vous lisez un « bon article » labellisé en 2023.
Pour les articles homonymes, voir Edgar.
Edgar le Pacifique, né vers 943 ou 944 et mort le 8 juillet 975, est roi d’Angleterre de 959 à sa mort.
Deuxième fils d'Edmond Ier, il devient le souverain des Merciens et des Northumbriens dès 957, puis de toute l'Angleterre à la mort de son frère aîné Eadwig. Son règne est marqué par la réforme monastique menée par les archevêques Dunstan de Cantorbéry et Oswald d'York, ainsi que par l'évêque Æthelwold de Winchester. Les sources ne mentionnent que de rares événements survenus sous son règne, parmi lesquels son sacre, en 973, lors d'une cérémonie grandiose à Bath.
Edgar n'est âgé que d'une trentaine d'années lorsqu'il meurt, en 975. Il laisse deux jeunes fils, Édouard et Æthelred, qui lui succèdent tour à tour sur le trône. Par contraste avec leurs règnes troublés, celui d'Edgar est considéré a posteriori comme un âge de paix et de prospérité pour l'Angleterre. Le surnom de « Pacifique » (Pacificus) lui est attribué par le chroniqueur du XIIe siècle Jean de Worcester.

## Contexte

Carte de l'Angleterre sous le règne d'Edgar.

Au début du Xe siècle, l'Angleterre est partagée en deux : au nord et à l'est se trouve le Danelaw, une colonie de peuplement danoise née des invasions vikings du siècle précédent, tandis que le sud et l'ouest sont occupés par le royaume anglo-saxon du Wessex, qui a victorieusement résisté aux assauts vikings sous le règne d'Alfred le Grand (r. 871-899). Son fils et successeur Édouard l'Ancien (r. 899-924) conquiert la région des Cinq Bourgs et l'Est-Anglie.
Le fils aîné d'Édouard, Æthelstan (r. 924-939), parachève l'unification de l'Angleterre en s'emparant du royaume viking d'York en 927. Il reçoit également la soumission des autres souverains de Grande-Bretagne : les rois d'Écosse et de Strathclyde, le seigneur de Bamburgh (une poche anglo-saxonne ayant subsisté au nord du Danelaw, dans l'ancien royaume de Northumbrie) et les roitelets du pays de Galles. Sa victoire à la bataille de Brunanburh, en 937, renforce la position dominante de la maison de Wessex en Grande-Bretagne. Les successeurs d'Æthelstan, Edmond Ier (r. 939-946) et Eadred (r. 946-955), sont confrontés à plusieurs seigneurs vikings qui tentent de s'imposer dans le Nord de l'Angleterre. La région leur est définitivement acquise à la mort du Norvégien Éric à la Hache sanglante, en 954.

## Biographie

### Origines et jeunesse
Edgar est le plus jeune des deux fils d'Edmond Ier et de sa première femme Ælfgifu. Il naît en 943 ou 944, année de la mort de sa mère qui est enterrée et vénérée comme sainte à l'abbaye de Shaftesbury, un couvent auquel elle a fait de nombreux dons de son vivant,. Orphelin de mère, Edgar est éduqué par Ælfwynn, la femme de l'ealdorman Æthelstan Demi-Roi ; une fois majeur, en 958, il lui exprime sa gratitude en lui offrant un domaine à Old Weston, dans le Huntingdonshire. Edgar grandit ainsi dans la maisonnée d'Æthelstan Demi-Roi, qui est l'un des principaux soutiens laïcs du mouvement réformateur bénédictin et compte l'abbé Dunstan de Glastonbury parmi ses proches. C'est peut-être pour cela qu'il se montre à son tour l'allié sincère des réformateurs monastiques une fois sur le trône.
Edgar et son frère aîné Eadwig apparaissent dans les sources contemporaines en 955, année où ils commencent à attester sur les chartes de leur oncle Eadred. Leur absence avant cette date suggère qu'ils ne sont pas souvent présents à la cour durant leur enfance. Peu avant sa mort, Eadred concède le minster d'Abingdon-on-Thames à Æthelwold, un moine de Glastonbury qui le refonde suivant les principes de la réforme bénédictine. Edgar est éduqué dans cette nouvelle abbaye d'Abingdon sous la tutelle d'Æthelwold, qui en est devenu l'abbé. Cela contribue vraisemblablement à son adhésion aux principes de la réforme monastique,.
Eadred meurt le 23 novembre 955 et Eadwig, l'aîné de ses neveux, lui succède sur le trône. Celui-ci souffre d'une réputation posthume très négative, étant généralement dépeint comme un monarque irresponsable ou incompétent. Il semble avoir cherché à s'émanciper des différentes factions qui dominent la cour et entre en conflit avec certains conseillers de son oncle, en particulier Dunstan qu'il contraint à l'exil,. Sa grand-mère Eadgifu disparaît presque totalement des chartes et affirme par la suite avoir été spoliée de ses biens sous son règne. En revanche, Edgar est très présent à la cour de son frère et une charte lui donne même le titre de regulus,.
L'hostilité dont Eadwig est la cible s'explique probablement en partie par la manière dont il promeut ses alliés, notamment Ælfhere, nommé ealdorman en Mercie en 956, au détriment de figures bien établies comme Dunstan. Parmi les autres ealdormen nommés par Eadwig se trouvent Æthelstan Rota en Mercie, Byrhtnoth pour l'Essex et Æthelwald, le fils aîné d'Æthelstan Demi-Roi, en Est-Anglie,,. Ces hommes sont tous issus de familles bien établies et ils conservent tous leur poste sous le règne d'Edgar, signe que leur élévation n'est pas aberrante,.

### Roi des Merciens
En 957, le royaume d'Angleterre est divisé entre Eadwig, qui conserve le Wessex, et Edgar, qui devient roi de Mercie. La Tamise constitue la frontière entre leurs domaines. L'origine de cette division est incertaine : elle pourrait aussi bien être le fruit d'un coup d'État contre Eadwig que d'un arrangement entre les deux frères. La plus ancienne hagiographie de Dunstan affirme qu'Eadwig est rejeté par les habitants du Nord de l'Angleterre parce qu'il est un mauvais roi, mais l'auteur de ce texte, qui n'est connu que par son initiale « B. », est biaisé en faveur de Dunstan et en défaveur d'Eadwig ; il se trouve probablement en exil avec Dunstan au moment de la division du royaume,. Plusieurs historiens modernes la considèrent tout de même comme la conséquence d'une crise politique engendrée par les tentatives manquées d'Eadwig de renouveler les élites du royaume,.
Néanmoins, les quatre versions de la Chronique anglo-saxonne qui mentionnent la division du royaume le font d'une manière qui laisse entendre qu'il s'agit d'un événement naturel, voire attendu. Les manuscrits D et F la datent de 955, comme si elle avait été décidée avant la mort d'Eadred, mais n'avait pu être appliquée avant les quatorze ans d'Edgar. Les chartes montrent que les barons du royaume ne se répartissent pas en fonction de leurs affinités, mais sur des critères strictement géographiques : les évêques et ealdormen dont les domaines se trouvent au sud de la Tamise continuent à témoigner sur les chartes d'Eadwig, alors que les autres apparaissent sur celles d'Edgar,,. L'historien Simon Keynes note que l'unification de l'Angleterre est alors si récente qu'elle n'est pas forcément considérée comme allant de soi. Le partage pourrait s'inscrire dans la tradition de royauté partagée établie de longue date chez les Anglo-Saxons, tradition à laquelle s'oppose l'Église. Æthelwold se lamente ainsi de l'unité perdue du royaume, pour laquelle il blâme la jeunesse et l'ignorance d'Eadwig,.
Quelles que soient les origines du partage, les deux frères ne sont pas sur un pied d'égalité. Eadwig conserve le titre de « roi des Anglais » sur ses chartes, tandis qu'Edgar est seulement « roi des Merciens » ou plus rarement « roi des Merciens, des Northumbriens et des Bretons »,. Les pièces de monnaie sont toutes frappées au nom d'Eadwig jusqu'à sa mort, même celles provenant d'ateliers situés au nord de la Tamise,. Rien n'indique une quelconque rivalité entre les deux frères, mais ils sont en désaccord sur au moins un sujet : Dunstan, qu'Edgar rappelle de son exil pour le nommer évêque de Londres, puis de Worcester.

### Roi d'Angleterre

Cette charte de 963 enregistre une donation d'Edgar à un certain Ingeram dans l'Essex.

Eadwig meurt le 1er octobre 959 sans laisser d'enfants, ce qui permet à Edgar de devenir seul roi de toute l'Angleterre. Son ancien précepteur Æthelwold occupe dès lors une place prépondérante à ses côtés jusqu'à sa nomination comme évêque de Winchester, en 963. Dunstan, qui accède quant à lui au siège archiépiscopal de Cantorbéry en 959, reste une présence importante à la cour tout au long de son règne,. Dans la sphère laïque, Æthelstan Demi-Roi s'est retiré dans un monastère en 956 et les principaux ealdormen du royaume au début des années 970 sont Æthelwine d'Est-Anglie, Ælfhere de Mercie, Oslac d'York et Byrhtnoth d'Essex.
Les listes de témoins des chartes n'enregistrent pas de grands bouleversements politiques entre les années 960 et le début des années 970, mais elles présentent davantage de noms provenant du Nord de l'Angleterre à partir de la fin des années 960. Cette région est alors divisée en deux grands domaines, l'un autour de Bamburgh et l'autre autour d'York. Osulf de Bamburgh gouverne les deux depuis que Éric à la Hache sanglante a été chassé d'York en 954. À sa mort, Edgar est en mesure de placer à York un homme à lui en la personne d'Oslac, mais son autorité dans la région n'est pas suffisante pour lui permettre de choisir le successeur d'Osulf à Bamburgh.
Durant cette période où plusieurs rois successifs meurent jeunes, les ealdormen apportent une continuité bienvenue, mais les familles d'Æthelwine d'Est-Anglie et d'Ælfhere de Mercie, solidement établies sur leurs bases, menacent la stabilité du royaume par leurs rivalités. Edgar est en mesure de les maîtriser, mais ces tensions dégénèrent en conflit ouvert après sa mort,. À partir de 970, on ne trouve plus mention d'ealdormen au sud de la Tamise, peut-être parce qu'Edgar préfère s'appuyer sur des officiers royaux de rang inférieur comme les reeves pour gouverner cette région. Ce n'est qu'après sa mort que trois nouveaux ealdormen sont nommés dans le Sud.
L'historien Peter Rex remarque que le règne d'Edgar se distingue par l'absence d'opposition interne comme externe à son autorité. Aucune attaque viking sur l'Angleterre n'est documentée durant cette période, même si plusieurs campagnes militaires prennent place. En 966, le Westmorland est ravagé par les troupes d'un certain Thored, fils de Gunnar, qu'il faut peut-être identifier au Thored qui devient par la suite ealdorman d'York, et le roi écossais Kenneth II mène plusieurs raids en Northumbrie dans les années 970,. L'ealdorman Ælfhere dévaste quant à lui le Gwynedd, dans le nord du pays de Galles, en 967,. 
La stabilité de l'Angleterre repose en partie sur sa puissance navale, qui est louée par la Chronique anglo-saxonne et exagérée par les chroniqueurs ultérieurs, comme Jean de Worcester qui prétend qu'Edgar dispose d'une flotte de 3 600 navires avec laquelle il fait le tour de la Grande-Bretagne tous les étés. Sans aller jusque là, il est probable que l'organisation navale observée sous le règne d'Æthelred le Malavisé trouve ses origines dans la marine de son père. Celle-ci se compose sans doute en partie de mercenaires vikings, un expédient auquel d'autres rois anglais ont recours avant et après lui,.

### Le sacre de 973 et l'assemblée de Chester

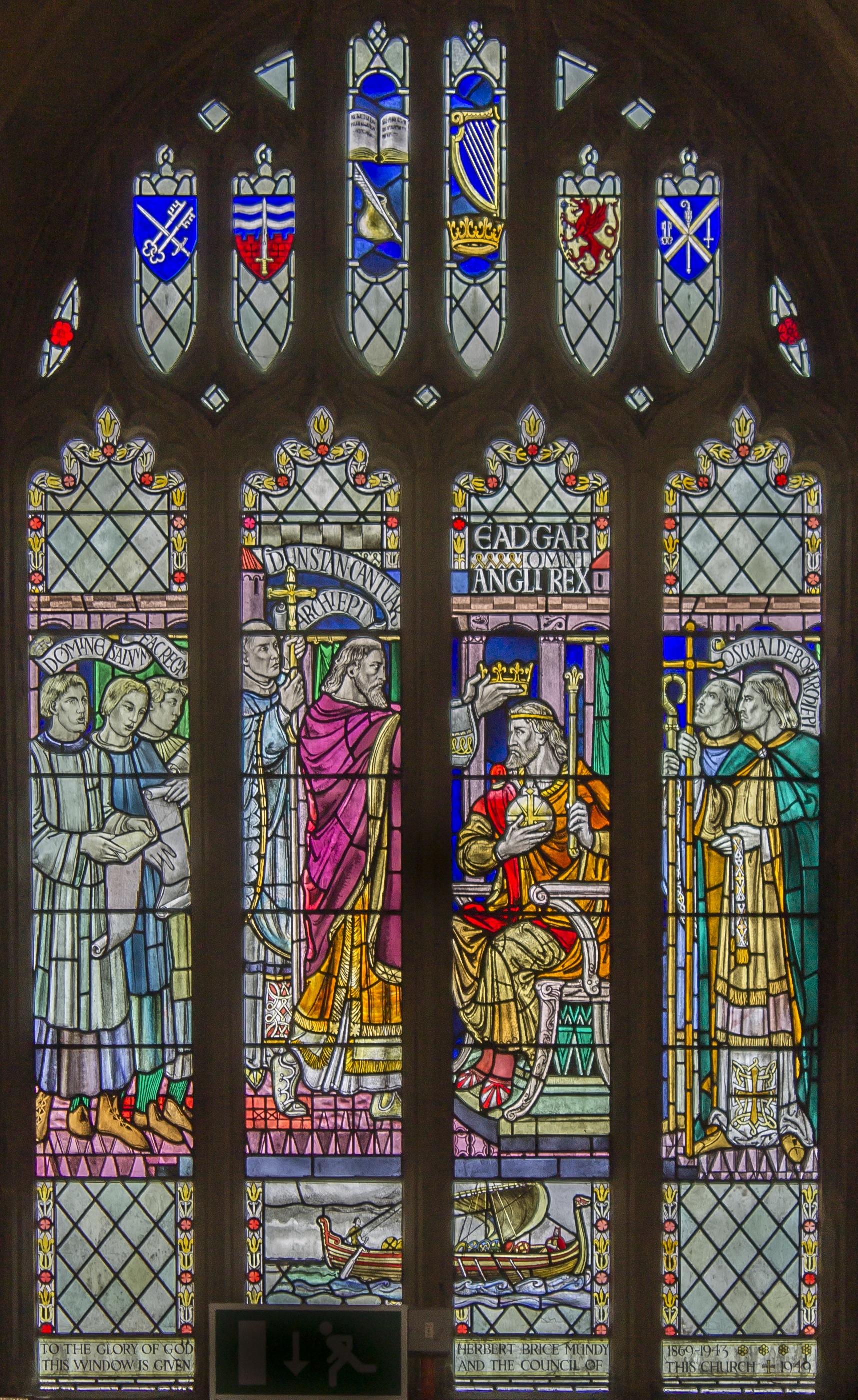
Ce vitrail moderne à l'abbaye de Bath représente le sacre d'Edgar par Dunstan et Æthelwold.

Rory Naismith décrit l'année 973 comme une annus mirabilis pour le royaume d'Angleterre. Edgar et sa femme Ælfthryth sont sacrés roi et reine à Bath le 11 mai, jour de la Pentecôte. En règle générale, les souverains anglais sont couronnés peu après leur élection par les grands du royaume, mais rien n'indique qu'Edgar a été couronné au début de son règne,,. Certains historiens ont cherché des raisons ayant pu l'inciter à retarder ainsi son sacre. Une théorie veut qu'il ait attendu d'être dans sa trentième année parce que l'âge minimal pour être sacré prêtre est de trente ans, mais il serait encore trop jeune à vingt-neuf ans. Le prieur Nicolas de la cathédrale de Worcester, qui écrit au XIIe siècle, affirme qu'Edgar a attendu d'avoir dépassé les passions de sa jeunesse et Frank Stenton suggère de même qu'il peut avoir voulu atteindre une certaine maturité avant d'être sacré. D'autres historiens, comme Janet Nelson, considèrent qu'il est presque certain qu'Edgar a été sacré une première fois vers le début de son règne. D'après elle, il s'agit d'une étape cruciale pour asseoir la légitimité d'un nouveau roi, et elle estime que la cérémonie de 973 vise plutôt à asseoir ses prétentions à la suzeraineté sur toute la Grande-Bretagne. Le fait que certaines versions de la Chronique anglo-saxonne y consacrent tout un poème alors que les sacres royaux n'y sont en règle générale même pas mentionnés laisse à penser qu'il ne s'agit pas d'un couronnement ordinaire. La cérémonie qui prend place à Bath s'inspire peut-être du rituel utilisé en Germanie, qu'Edgar a pu découvrir par l'entremise de l'ambassade qu'il a envoyée à la cour d'Otton le Grand.
La version D de la Chronique, produite dans le Nord de l'Angleterre vers la fin du XIe siècle ou le début du XIIe siècle, rapporte qu'après son sacre, Edgar fait voile avec sa flotte jusqu'à Chester, où six rois s'engagent à être ses alliés sur terre comme sur mer,,. Ælfric d'Eynsham affirme quant à lui, apparemment dans une référence au même événement, que tous les autres rois de Grande-Bretagne, au nombre de huit, se soumettent à Edgar,,. Les chroniqueurs du XIIe siècle Jean de Worcester et Guillaume de Malmesbury décrivent plus en détail l'assemblée de Chester et notamment le fait qu'Edgar navigue sur la Dee à bord d'un bateau dont les rameurs sont les autres rois, signe de leur soumission à son autorité. Contrairement aux autres sources, ils donnent leurs noms : il s'agit de Kenneth, roi des Écossais ; Dyfnwal, roi du Strathclyde, avec son fils Maél Coluim ; Maccus, roi des Îles ; Iago et son neveu Hywel, rois du Gwynedd ; et deux autres rois inconnus par ailleurs, Siferth, qui pourrait être un Viking, et Iuchil, dont le nom correspond peut-être au vieux gallois Iudhail,,.
L'historien Christopher Lewis estime que les chroniqueurs du XIIe siècle ont tellement embelli les événements de Chester qu'il est impossible d'en déterminer la nature exacte. Certains historiens y voient une réunion entre monarques de même rang,,. Il s'agit peut-être pour eux de mener des négociations dans le contexte des attaques anglaises sur le pays de Galles et écossaises sur l'Angleterre dans les années précédentes. Le Lothian semble contrôlé par les Écossais depuis les années 950 et c'est vers cette période qu'Edgar le reconnaît formellement. Kenneth pourrait s'être rendu à Chester pour en obtenir confirmation et Ann Williams juge peu probable qu'il se soit considéré comme inférieur à Edgar.
D'autres historiens considèrent la supériorité anglaise comme vraisemblable. Levi Roach et Richard Huscroft interprètent les événements de Chester comme une mise en scène de la suzeraineté d'Edgar,. Molyneaux estime que le roi anglais bénéficie de capacités militaires suffisantes pour imposer sa volonté à ses voisins. Les prétentions d'Edgar sur l'ensemble de la Grande-Bretagne se reflètent dans l'utilisation des termes Britannia et Albion pour décrire son royaume dans ses chartes, ce qui se retrouve chez d'autres rois anglais du Xe siècle, ainsi que chez les réformateurs monastiques. Bien que cette tendance atteigne son apogée sous Edgar, cela ne correspond pas à l'apogée réel du pouvoir anglais. Ainsi, aucun roi écossais ou gallois ne témoigne sur les chartes d'Edgar, contrairement à celles d'Æthelstan, et alors que deux rois gallois au moins sont présents pour le sacre d'Eadred en 946, on ne trouve que des barons anglais dans l'assistance de celui d'Edgar. La prépondérance anglaise diminue encore après sa mort et il faut attendre 1031 pour voir à nouveau d'autres souverains britanniques reconnaître la suzeraineté anglaise.

### Mort et succession
Edgar meurt le 8 juillet 975 à l'âge de trente-et-un ou trente-deux ans. Il est enterré à l'abbaye de Glastonbury, un monastère étroitement lié à Dunstan et à la réforme bénédictine où repose également son père. Sa sépulture à Glastonbury contribue à en faire un lieu important dans le culte de la royauté, même s'il n'existe aucune trace d'une vénération particulière d'Edgar avant le milieu du XIe siècle. Un culte lui est rendu, avec une fête le 8 juillet, mais uniquement à Glastonbury. David Rollason estime que l'image posthume d'Edgar, malgré son soutien de la réforme monastique, est ternie par les histoires qui circulent au sujet de sa vie sentimentale, notamment ses relations avec des religieuses. Sa fille Édith et son fils Édouard deviennent en revanche des saints populaires dans toute l'Angleterre peu de temps après leurs décès respectifs.
La succession au trône oppose les partisans des deux fils survivants d'Edgar. Æthelred est soutenu par sa mère Ælfthryth et son allié l'évêque Æthelwold, mais Édouard, l'aîné, bénéficie du soutien de Dunstan et Æthelwine. Cette querelle de succession est purement personnelle et ne met pas aux prises les partisans de la réforme bénédictine d'un côté et ses adversaires de l'autre. La possibilité d'une division de l'Angleterre entre les deux princes n'est pas évoquée, ce qui témoigne peut-être du succès des réformes entreprises par Edgar pour unifier le pays. Édouard est reconnu roi, mais il est assassiné trois ans plus tard, en 978, et Æthelred lui succède. Son long règne, marqué par la recrudescence des attaques vikings, s'achève sur la conquête danoise de l'Angleterre.

## Aspects du règne

### Le droit
Edgar s'intéresse davantage à l'application concrète du droit qu'à son contenu. Il est à l'origine de deux codes de lois, développés avec l'aide de ses conseillers. Les historiens en dénombrent traditionnellement quatre, mais le code I Edgar, ou Ordonnance des hundreds, pourrait être antérieur à son règne, tandis que II Edgar et III Edgar correspondent respectivement aux provisions ecclésiastiques et séculaires d'un seul document législatif, le Code d'Andover. Le code IV Edgar est donc le deuxième d'Edgar, en dépit de son nom conventionnel,,.
Patrick Wormald décrit le Code d'Andover comme un texte impressionnant et rationnel. II Edgar, qui couvre les affaires ecclésiastiques, s'intéresse particulièrement aux revenus de l'Église. Il réserve pour la première fois une peine spécifique aux individus ne versant pas la dîme, tandis que ceux qui ne paient pas le denier de Saint-Pierre sont condamnés à se rendre en personne à Rome pour le verser au pape, une peine qui est vraisemblablement toute théorique. III Edgar vise à rendre la justice accessible, avec des tribunaux qui siègent à intervalles réguliers, proclament des sentences équitables et imposent des peines appropriées. Il vise l'uniformisation des poids et mesures et prescrit l'usage d'une même monnaie dans tout le royaume,,,. Il impose également pour la première fois aux ealdormen et aux évêques de collaborer pour rendre la justice.
IV Edgar a davantage recours à la rhétorique que le Code d'Andover. Il reconnaît les coutumes distinctes de l'ancien royaume viking d'York, comme sa division en wapentakes plutôt qu'en hundreds comme dans le reste de l'Angleterre. Ces subdivisions (comtés, hundreds et wapentakes) commencent à jouer un rôle important dans le contrôle de la population par le roi vers cette période. Edgar ordonne que de nombreuses copies de ce code soient envoyées aux ealdormen Ælfhere et Æthelwine pour qu'elles soient distribuées et leur contenu connu de tous.
L'hagiographe de la fin du Xe siècle Lantfred de Winchester décrit une série de châtiments corporels violents que la loi d'Edgar impose aux voleurs : ces derniers sont censés avoir les yeux crevés, les mains tranchées, les narines arrachées et les pieds amputés avant d'être abandonnés aux bêtes sauvages dans la nature. Aucun texte législatif connu du règne d'Edgar n'évoque de telles mutilations, même si IV Edgar fait référence à une liste perdue de peines. En revanche, un code de lois de Knut le Grand mentionne des châtiments similaires et son auteur, l'archevêque Wulfstan d'York, affirme que la législation de Knut s'inspire de celle d'Edgar. Ce dernier est encore tenu en grande estime pour son œuvre législative après la conquête normande de l'Angleterre : le chroniqueur du XIIe siècle Eadmer évoque notamment les « lois saintes » du « roi Edgar, glorieux entre tous », même si rien ne permet d'affirmer qu'il en connaît effectivement le contenu.

### La monnaie

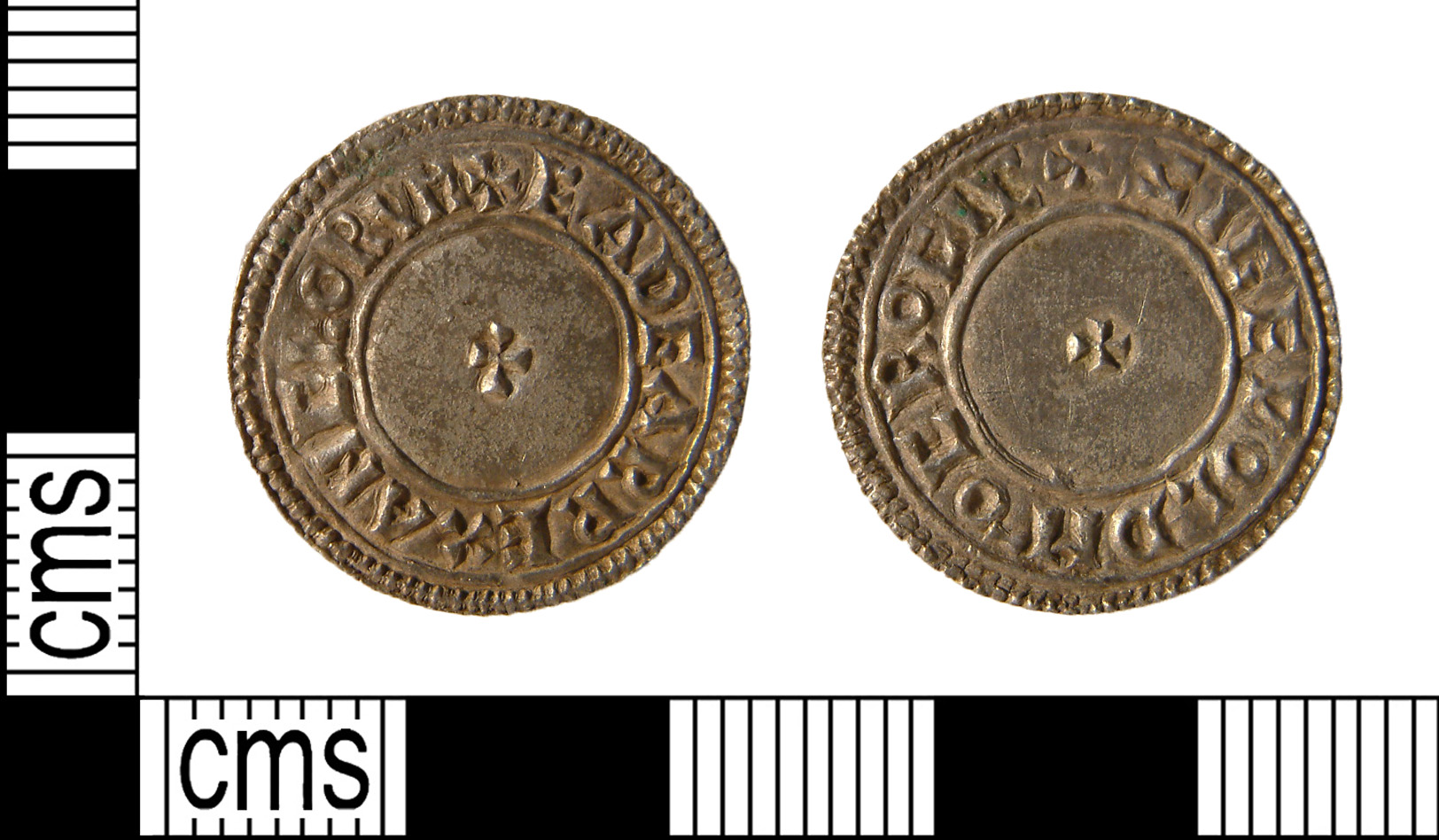
Un penny d'Edgar de type « Croix circonscrite », antérieur à la réforme monétaire de la fin de son règne.

À la fin de l'époque anglo-saxonne, la seule pièce de monnaie en circulation courante est le penny d'argent. Quelques halfpennies sont également produits durant cette période ; neuf exemplaires du règne d'Edgar subsistent. La frappe monétaire d'Edgar se divise en deux grandes phases : il reprend d'abord les monnaies variées de ses prédécesseurs avant de procéder à une réforme d'ampleur vers la fin de sa vie. Le chroniqueur du XIIIe siècle Roger de Wendover est le premier à mentionner cette réforme, qui est confirmée par la numismatique.
Le degré de variation géographique des frappes monétaires augmente sous les règnes d'Edmond et Eadred, notamment en Northumbrie, une région disputée entre Anglais et Vikings, mais sa conquête définitive en 954 permet un retour progressif à la frappe plus uniforme de l'époque d'Æthelstan. Les premières pièces d'Edgar s'inscrivent dans la continuité de celles de son frère, avec un motif que les numismates modernes appellent « Horizontal » sur lequel le nom du monnayeur est écrit sur deux lignes horizontales. Edgar reprend également le motif de la « Croix circonscrite » (Circumscription Cross), apparu à l'époque d'Æthelstan mais peu utilisé par ses successeurs, sur lequel le nom du roi et du monnayeur sont écrits en cercle autour d'une croix centrale. Le motif de type « Buste couronné » (Crowned Bust) devient également plus fréquent sous Edgar. Ces pièces portent souvent le nom de la ville où elles ont été frappées, ce qui est rare entre la fin du règne d'Æthelstan et la réforme d'Edgar : on en dénombre trente, et six autres peuvent être déduites. Le déclin de la qualité des pièces, tendance observée à partir de la mort d'Édouard l'Ancien, se poursuit sous Edgar, avec une augmentation notable du nombre de pièces comprenant moins de 90 % d'argent,.

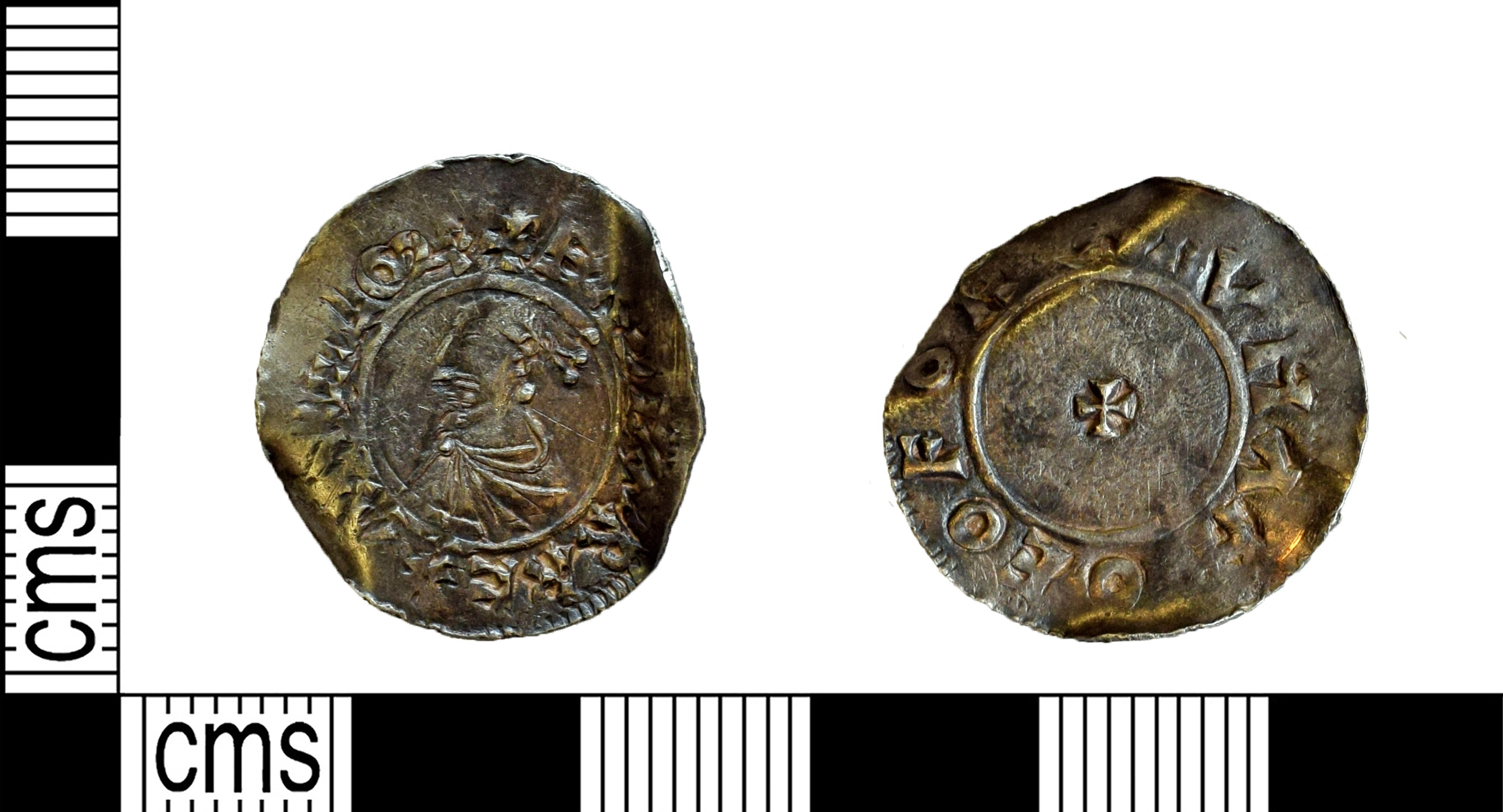
Un penny de la fin du règne d'Edgar.

La grande réforme d'Edgar s'inspire des frappes d'Æthelstan. Les nouvelles pièces se composent d'argent à 96 %, un taux uniforme et plus élevé que dans la majeure partie du reste de l'Europe. Leur poids augmente également, mais avec quelques différences régionales. En revanche, tous les ateliers monétaires du pays utilisent désormais le même motif : un portrait de profil du roi à l'avers, entouré par l'inscription +EADGAR REX ANGLOR[UM], et une petite croix au revers, avec le nom du monnayeur et de l'atelier monétaire autour. Il n'est pas original, étant très inspiré d'un motif d'Æthelstan, mais c'est la première fois que toute l'Angleterre utilise le même.
Cette standardisation monétaire reflète le souci d'uniformité d'Edgar, aussi bien dans la sphère matérielle que spirituelle, et la manière dont il parvient à la concrétiser témoigne de l'étendue de son pouvoir. Levi Roach la décrit comme « l'un des plus grands accomplissements de la royauté anglo-saxonne tardive ». Bien que le taux d'argent des pièces commence à fluctuer selon les régions après sa mort, Edgar est l'instigateur d'une frappe qui dure plus d'un siècle et demi.

### La religion

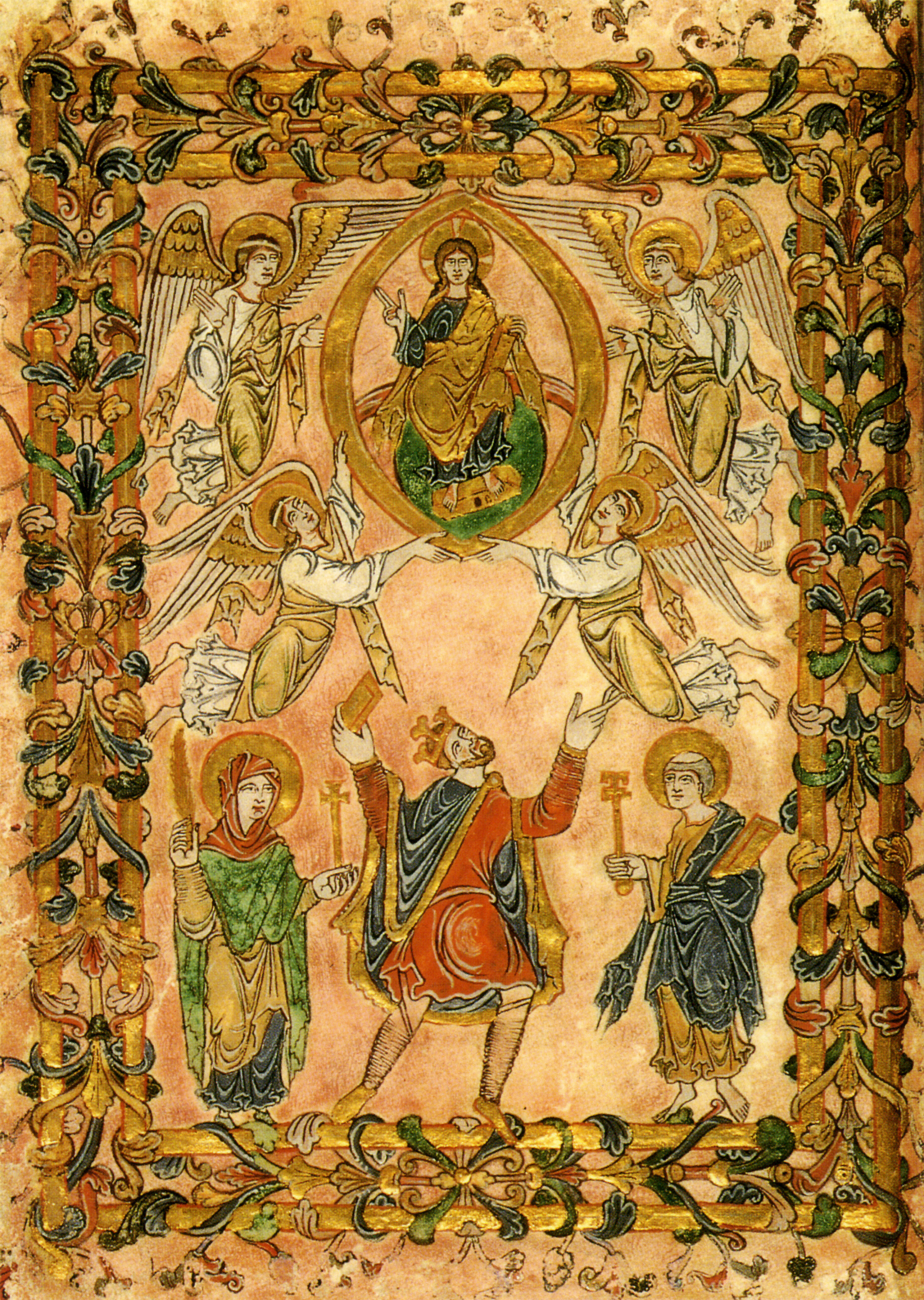
Le frontispice de la charte de refondation du New Minster de Winchester (966) montre Edgar, entouré de la Vierge Marie et de saint Pierre, en train de présenter la charte au Christ sur son trône. Il s'agit de la seule charte enluminée et du seul manuscrit à l'encre d'or qui subsiste de la période anglo-saxonne.

Edgar n'est pas le premier roi anglais à soutenir la réforme bénédictine, mais son royaume ne compte que deux monastères bénédictins à son avènement et son appui s'avère décisif dans la réussite de ce mouvement,. Pour Frank Stenton, il s'agit du facteur décisif dans la refondation du monachisme anglais accomplie par la réforme.
Les meneurs du mouvement réformateur, Dunstan, Oswald et Æthelwold, sont tous trois promus à de hautes responsabilités sous le règne d'Edgar. Le roi offre l'archevêché de Cantorbéry à Dunstan, écartant le candidat de son frère Eadwig, Byrhthelm, au prétexte de sa trop grande douceur. Oswald, évêque de Worcester depuis 962, reçoit quant à lui l'archevêché d'York en 971. Enfin, Æthelwold devient évêque de Winchester en 963, mais il témoigne sur les chartes d'Edgar dès avant cette date, alors qu'il n'est qu'abbé d'Abingdon, une présence inhabituelle qui reflète son importance aux yeux du roi.
Æthelwold s'oppose farouchement au clergé séculier, dont les membres ont, contrairement aux moines, le droit de se marier. Peu après son arrivée à Winchester, il réforme le New Minster pour en faire un établissement réservé aux moines. L'ancienne communauté séculière du New Minster est expulsée avec l'aide de troupes envoyées par Edgar (qui a reçu l'autorisation du pape) et dirigées par un officier royal,. Le roi accorde au New Minster réformé d'importants privilèges en 966 à travers une charte richement décorée qui évoque l'expulsion des clercs séculiers et accorde à Edgar le titre de « vicaire du Christ »,. L'intransigeance d'Æthelwold vis-à-vis du clergé séculier n'est pas partagée par Dunstan et Oswald, qui considèrent (comme les réformateurs d'Europe continentale) qu'il a sa place au sein de l'Église et ne le chassent pas de leurs cathédrales.

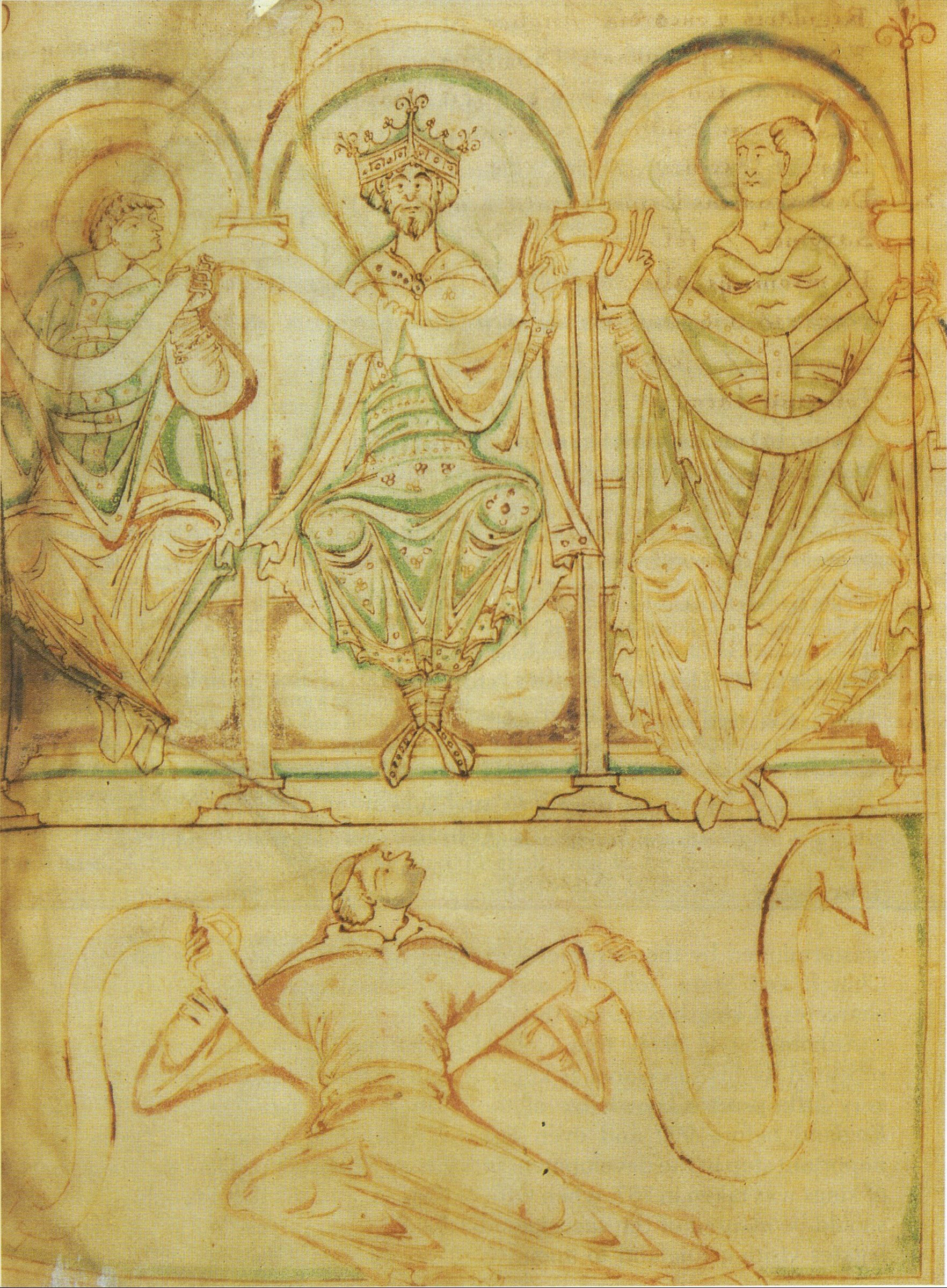
Edgar flanqué d'Æthelwold et Dunstan dans une copie du XIe siècle de la Regularis concordia.

Edgar demande à Æthelwold de produire une traduction en anglais de la règle de saint Benoît afin de faciliter l'enseignement religieux des laïcs. Cette traduction est préservée au sein de la Regularis concordia, document élaboré par Æthelwold pour servir de règle monastique à toutes les abbayes d'Angleterre, en accord avec le désir d'uniformité d'Edgar,. Produite vers 973, peut-être après le sacre d'Edgar à Bath, la Regularis concordia impose l'accord du roi pour l'élection des abbés, ainsi que la récitation de psaumes plusieurs fois par jour pour le roi et la reine dans toutes les abbayes du royaume,,. L'Angleterre fait figure d'exception en ce sens que l'uniformité monastique y est un sujet politique et pas seulement religieux, contrairement à ce qui se passe dans le reste de l'Europe occidentale,.
S'ils font preuve d'austérité dans leur vie privée, les réformateurs adoptent des cérémonies de plus en plus grandioses pour la messe, la liturgie et la prière. Ils œuvrent également avec vigueur pour enrichir leurs monastères en biens mobiliers et en terres. Ils bénéficient pour ce faire de donations effectuées par le roi et ses officiers, ainsi que par d'autres laïcs, et puisent aussi dans leurs ressources personnelles, qui sont considérables puisqu'ils sont tous issus de la haute aristocratie,,. Æthelwold verse 200 mancus d'or au roi et lui offre également une coupe d'argent d'une valeur de cinq livres afin d'obtenir le renouvellement de privilèges accordés à l'Old Minster de Winchester, et la reine Ælfthryth reçoit aussi 50 mancus de sa part pour son aide dans cette affaire,. Æthelwold s'efforce également d'obtenir gain de cause pour les abbayes de son diocèse dans les disputes qui les opposent à des laïcs sur des questions de propriété terrienne. Le roi intervient fréquemment en sa faveur dans ces disputes. Même les plus grands barons ne sont pas à l'abri : l'ealdorman Æthelwine doit batailler pour récupérer le domaine de Hatfield que lui et ses frères ont été contraints de céder à Æthelwold. Après la mort d'Edgar, les prétentions des abbayes sont remises en question par les laïcs, qui ont parfois recours à la violence pour faire valoir leurs droits. Cela reflète le degré auquel les réformateurs dépendaient du soutien d'Edgar, mais leurs adversaires n'ont pas laissé d'écrits permettant de déterminer la manière dont ils percevaient le roi,.
Le soutien d'Edgar à la réforme lui vaut d'être encensé par les bénédictins, y compris des auteurs plus tardifs comme Byrhtferth et Wulfstan qui écrivent dans les années 990,. Il acquiert une aura quasiment théocratique : la Regularis concordia le compare au Bon Pasteur et le théologien Ælfric d'Eynsham enjoint à son lectorat d’obéir à une monarchie qu'il considère de droit divin.
Comme ses prédécesseurs, Edgar témoigne d'une grande générosité dans ses dons à l'Église. À ses débuts, ces dons ne se limitent pas aux établissements réformés : en 958, alors qu'il n'est que roi de Mercie, il offre des terres au minster de Sainte-Werburgh, une maison de clercs séculiers à Chester. Lorsque l'abbaye d'Ely est réformée par Æthelwold, en 970, elle reçoit du roi un crucifix richement décoré d'or et d'argent, un manteau brodé d'or et un évangéliaire à la reliure sertie d'émaux et de pierres précieuses,,. Edgar compte également parmi les principaux bienfaiteurs de l'abbaye d'Abingdon, réformée par Æthelwold, ainsi que de l'abbaye de Romsey, un couvent fondé ou réformé en 967 où son fils Edmond est enterré,. À Winchester, l'Old Minster bénéficie aussi de ses largesses, notamment à l'occasion des deux translations des reliques de Swithun en 971 et 974,,.
L'importance du mouvement réformateur ne doit pas être exagérée : les monastères réformés sont concentrés dans le Wessex et certaines régions de Mercie et ils restent bien moins nombreux (mais beaucoup plus riches en moyenne) que les maisons séculières. L'historien John Blair estime que la présentation du règne d'Edgar comme un âge d'or par les réformateurs est trompeuse et que la culture religieuse prévalente à l'époque s'observe déjà sous les règnes d'Æthelstan et Edmond.

## Unions et descendance

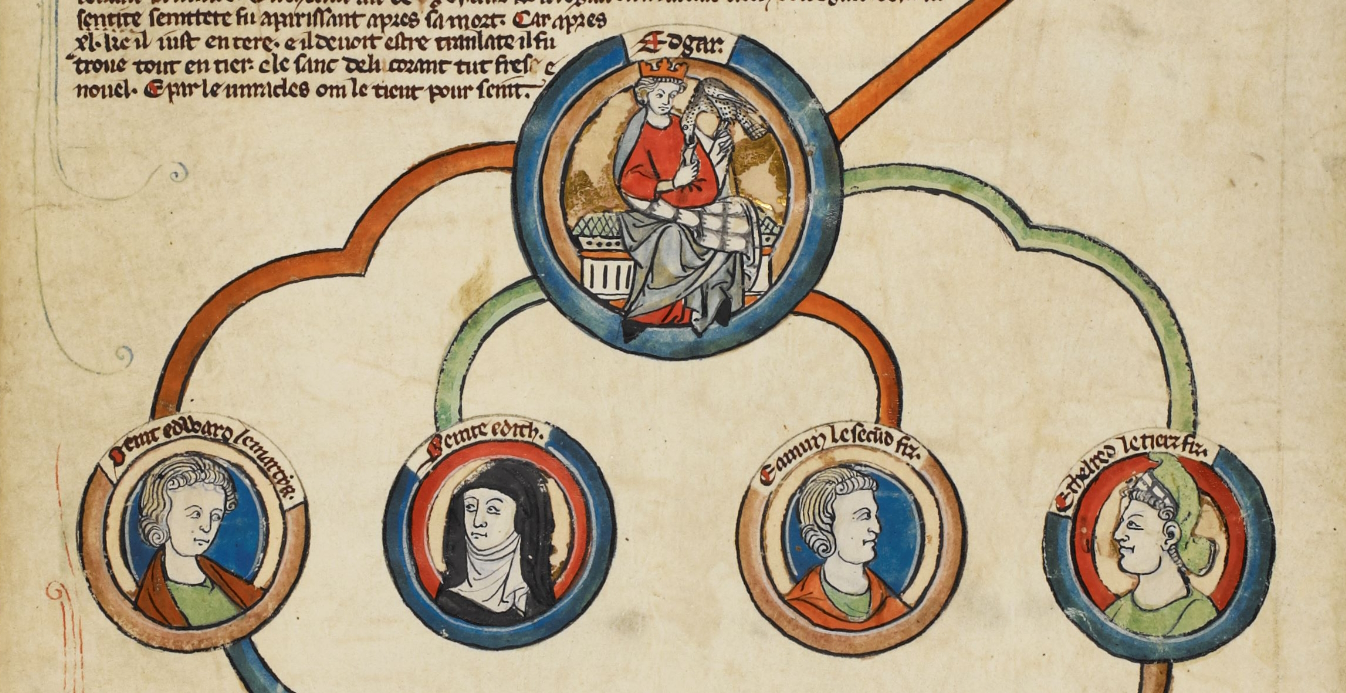
Edgar et ses quatre enfants (Édouard, Édith, Edmond et Æthelred) dans un manuscrit généalogique enluminé du XIVe siècle (BL Royal MS 14 B).

Edgar a des enfants de trois femmes différentes et s'il est certain qu'il a épousé la troisième, chacune des deux premières pourrait n'avoir été qu’une concubine,. Barbara Yorke considère qu'il pourrait avoir été marié à trois reprises, sans compter d'autres liaisons extramaritales.
La première conjointe d'Edgar, qui est la mère de son fils aîné Édouard le Martyr, n'est nommée que dans des sources postérieures à la conquête normande. Osbern de Cantorbéry, qui écrit à la fin du XIe siècle, affirme qu'Édouard est le fils d'une religieuse séduite par Edgar, mais les chroniqueurs ultérieurs rejettent son récit et les historiens modernes accordent davantage crédit à Jean de Worcester et Guillaume de Malmesbury, qui la nomment Æthelflæd Eneda,. D'après eux, elle est la fille de l'ealdorman Ordmær, mais aucun ealdorman ni thegn ne porte ce nom sur les chartes connues du Xe siècle. Cependant, le Liber Eliensis mentionne un échange de terres entre Æthelstan Demi-Roi et un « homme puissant » (vir potens) nommé Ordmær. S'il s'agit du père d'Æthelflæd, Edgar aurait pu la rencontrer pendant son enfance dans la maisonnée du Demi-Roi,. Ann Williams la décrit comme sa femme, mais Cyril Hart juge douteuse la légitimité d'Édouard le Martyr,. Nicholas Brooks considère que Dunstan n'aurait pas apporté son soutien à Édouard s'il n'avait pas été légitime, et donc qu'Edgar et Æthelflæd devaient être mariés. Quoi qu'il en soit, elle meurt vraisemblablement vers 960.
La deuxième conjointe connue d'Edgar est Wulfthryth, mère de sa seule fille connue, Édith (Eadgyth). D'après l'hagiographe du XIe siècle Goscelin de Saint-Bertin, Edgar souhaite épouser une dénommée Wulfhilde, fille d'un noble nommé Wulfhelm qui l'a envoyée à l'abbaye de Wilton pour son éducation, mais Wulfhilde, qui souhaite devenir religieuse, résiste à ses avances et Edgar se rabat sur sa cousine Wulfthryth, elle aussi éduquée à Wilton,. Pour Williams, il n'est pas certain qu'ils soient mariés, mais Yorke estime qu'ils le sont en s'appuyant sur la formulation utilisée par Goscelin et sur le sceau personnel d'Édith, qui la décrit comme « sœur royale » des fils d'Edgar, ce qui suggère que ces derniers la reconnaissent comme légitime. Wulfthryth retourne à l'abbaye de Wilton avec sa fille en 964 au plus tard pour y devenir religieuse, ce qui permet à Edgar de se remarier,. La société anglo-saxonne tolère en effet qu'un individu dont le conjoint est entré dans les ordres se remarie, ce qui est théoriquement interdit par l'interprétation la plus stricte du droit canon,. Edgar fait appel pour l'éducation de sa fille à un érudit lotharingien réputé, Radbod de Reims, ainsi qu'à l'artiste Benna de Trèves,,. Sa mère et elle sont ultérieurement considérées comme des saintes,.
La troisième conjointe d'Edgar est Ælfthryth. Veuve de l'ealdorman Æthelwold en 962, elle épouse le roi en 964. Ils ont deux fils : Edmond, mort jeune, et Æthelred le Malavisé. En 966, c'est en tant que « femme légitime » du roi qu'elle témoigne sur la charte de fondation du New Minster. Son fils Edmond, né peu de temps auparavant, y est décrit comme le « fils légitime » d'Edgar, alors qu'Édouard est simplement « engendré par le même roi », ce qui laisse entendre qu'il a été écarté de la succession au profit de son demi-frère cadet. Cependant, il est possible que ces formulations ne reflètent pas les intentions d'Edgar et qu'elles soient plutôt le fait de l'évêque Æthelwold, ami et allié d'Ælfthryth. Cette dernière est sacrée reine en 973 et porte par la suite le titre de regina sur les chartes. Son sacre marque un changement de statut important pour les épouses des rois de la maison de Wessex, qui ne portent quasiment jamais le titre de reine avant cette date,,. Ælfthryth n'est pas dépourvue d'influence sur la scène politique et son père Ordgar est nommé ealdorman du Devon par Edgar,. L'historienne Ann Williams la décrit comme « une force avec laquelle il faut compter » et elle est pour Pauline Stafford « l'une des reines les plus importantes du dixième siècle »,,. Comme Eadgifu, la dernière femme d'Édouard l'Ancien, elle occupe la première place parmi les femmes de la famille royale et son pouvoir atteint son apogée lorsqu'elle devient reine mère à l'avènement de son fils Æthelred. Des chroniqueurs tardifs l'accusent d'avoir commandité le meurtre d'Édouard le Martyr pour permettre à son fils de monter sur le trône.

## Historiographie

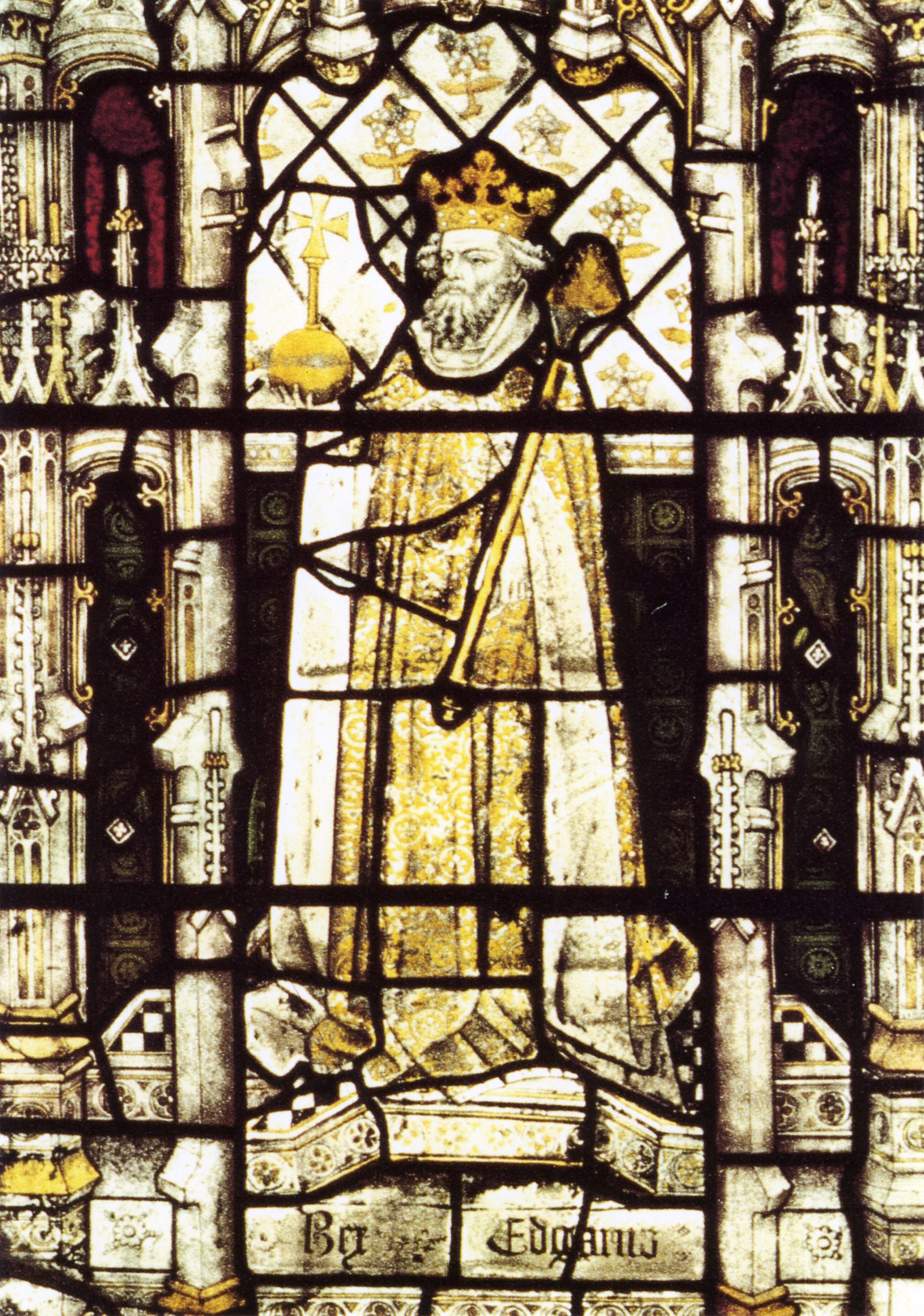
Un vitrail à l'effigie d'Edgar dans la chapelle du All Souls College de l'université d'Oxford.

Plusieurs historiens, parmi lesquels Judith Green et Eric John, considèrent que le règne d'Edgar constitue l'apogée de la royauté anglo-saxonne, l'absence d'incident marquant dans les annales reflétant la stabilité dont bénéficie l'Angleterre à cette époque,. Levi Roach souligne cette stabilité et l'importance des réformes monastiques et administratives que connaît alors le pays. George Molyneaux estime que le mérite des réformes de la deuxième moitié du Xe siècle ne revient pas nécessairement à Edgar en personne, mais il s'accorde à les considérer comme cruciales dans le développement des structures étatiques anglaises du XIe siècle, davantage que les règnes d'Alfred le Grand et Æthelstan. Frank Stenton est plus modéré dans ses louanges. Il considère que le mérite principal d'Edgar est d'avoir su préserver le royaume que lui ont légué ses prédécesseurs, mais note qu'il n'a jamais eu besoin de le défendre contre des adversaires extérieurs ou intérieurs. D'après lui, cela en fait un monarque d'une classe inférieure à un Alfred ou un Æthelstan.
Le jugement d'autres historiens est plus réservé. Pour Simon Keynes, il est significatif que la paix du royaume vole immédiatement en éclats à la mort d'Edgar. Les troubles du règne d'Édouard le Martyr sont à ses yeux la conséquence naturelle de la disparition d'un monarque personnifiant un régime excessivement autoritaire. Ann Williams considère également que la nature personnelle du pouvoir d'Edgar est à l'origine des troubles qui suivent sa mort, tandis que Ben Snook y discerne le retour en force des luttes de factions temporairement interrompues par Edgar.
La Chronique anglo-saxonne est presque intégralement en prose, mais elle comprend quelques panégyriques en vers célébrant des événements tels que la victoire d'Æthelstan à Brunanburh en 937 ou la reconquête des Cinq Bourgs par Edmond en 942. Edgar est le sujet de trois de ces poèmes, qui sont insérés aux années correspondant à son avènement, son sacre et sa mort. Pour Mercedes Salvador-Bello, ils sont l'œuvre de réformateurs monastiques qui le célèbrent comme leur protecteur en n'hésitant pas à le comparer au Christ,. Pauline Stafford note qu'il est difficile de concevoir Edgar différemment en raison de la minceur des sources (la Chronique n'offre que dix entrées pour l'intégralité de son règne) et de leur biais monastique.
Le règne d'Edgar est considéré a posteriori comme un âge d'or qui contraste avec les temps difficiles que connaît l'Angleterre sous ses fils. Son surnom de Pacificus est attesté pour la première fois au XIIe siècle sous la plume de Jean de Worcester,. Bien qu'il soit couramment traduit par the Peaceful en anglais et « le Pacifique » en français, Sean Miller suggère que « le Pacificateur » (the Peacemaker) serait plus approprié dans la mesure où Edgar n'hésite pas à faire usage de violence pour préserver la paix.

### Sources primaires
- (en) G. P. Cubbin (éd.), The Anglo-Saxon Chronicle, A Collaborative Edition, 6, MS D, Cambridge, D. S. Brewer, 1996, 296 p. (ISBN 978-0-85991-467-3, lire en ligne).
- (en) R. R. Darlington (éd.), P. McGurk (éd.) et Jennifer Bray (trad.), The Chronicle of John of Worcester, vol. 2, Oxford, Clarendon Press, 1995 (ISBN 978-0-19-822261-3 et 978-0-19-820702-3, OCLC 32283558).
- (en) Janet Fairweather (éd.), Liber Eliensis, The Boydell Press, 2005, 632 p. (ISBN 978-1-84383-015-3, lire en ligne).
- (en) Cyril Hart (éd.), The Early Charters of Eastern England, Leicester, Leicester University Press, 1966 (OCLC 645356664).
- (en) Susan Kelly (éd.), Charters of Shaftesbury Abbey, Oxford, Oxford University Press, 1996 (ISBN 978-0-19-726151-4).
- (en) Sean Miller (éd.), Charters of the New Minster, Winchester, Oxford, Oxford University Press, 2001, 330 p. (ISBN 978-0-19-726223-8).
- (en) Roger A. B. Mynors (éd.), Rodney M. Thomson (éd.) et Michael Winterbottom (éd.), William of Malmesbury : Gesta Regum Anglorum, The History of the English Kings, Oxford, Clarendon Press, 1998 (ISBN 978-0-19-820678-1).
- (en) Agnes Robertson (éd.), The Laws of the Kings of England from Edmund to Henry I, Cambridge, Cambridge University Press, 1925.
- (en) Agnes Robertson (éd.), Anglo-Saxon Charters, Cambridge, Cambridge University Press, 1956, 2e éd. (OCLC 504288415).
- (en) Alexander Rumble, Property and Piety in Early Medieval Winchester : Documents Relating to the Topography of the Anglo-Saxon and Norman City and its Minster, Oxford, Clarendon Press, 2002 (ISBN 978-0-19-813413-8).
- (en) Rodney M. Thomson (éd.) et Michael Winterbottom (éd.), William of Malmesbury : Gesta Regum Anglorum, The History of the English Kings, vol. II, Oxford, Clarendon Press, 1999, 543 p. (ISBN 978-0-19-820682-8, lire en ligne).
- (en) Dorothy Whitelock (éd.), English Historical Documents v.1. c. 500–1042, Eyre & Spottiswoode, 1979 (1re éd. 1955), 1053 p. (ISBN 978-0-415-14366-0, lire en ligne).
- (en) Dorothy Whitelock (éd.), Martin Brett (éd.) et Christopher Brooke (trad.), Councils & Synods with other Documents Relating to the English Church, Part I 871–1066, Oxford, Oxford University Press, 1981, 658 p. (ISBN 978-0-19-822394-8).
- (en) Michael Winterbottom (éd.) et Michael Lapidge (éd.), The Early Lives of St Dunstan, Oxford, Oxford University Press, 2011, 210 p. (ISBN 978-0-19-960504-0).

### Sources secondaires
- (en) Richard Abels, « Byrhtnoth [Brihtnoth] (d. 991) », dans Oxford Dictionary of National Biography, Oxford University Press, 2004 (lire en ligne ).
- (en) Julia Barrow, « Chester's Earliest Regatta? Edgar's Dee-rowing Revisited », Early Medieval Europe, vol. 10, no 1,‎ 2001, p. 81-93 (DOI 10.1111/1468-0254.00080).
- (en) Frederick Biggs, « Edgar's Path to the Throne », dans Donald Scragg, Edgar King of the English: New Interpretations, Boydell & Brewer, 2008 (ISBN 978-1-84383-399-4).
- (en) John Blair, The Church in Anglo-Saxon Society, Oxford, Oxford University Press, 2005, 604 p. (ISBN 978-0-19-921117-3).
- (en) Christopher Blunt, Ian Stewart et Stewart Lyon, Coinage in Tenth-Century England : From Edward the Elder to Edgar's Reform, Oxford, Oxford University Press, 1989 (ISBN 978-0-19-726060-9).
- (en) Nicholas Brooks, The Early History of the Church of Canterbury : Christ Church from 597 to 1066, Leicester University Press, 1984, 402 p. (ISBN 0-7185-0041-5).
- (en) T. M. Charles-Edwards, Wales and the Britons, 350–1064, Oxford, Oxford University Press, 2013, 795 p. (ISBN 978-0-19-821731-2, lire en ligne).
- (en) Elizabeth Coatsworth, « Late Pre-Conquest Sculptures with the Crucifixion South of the Humber », dans Barbara Yorke (éd.), Bishop Æthelwold: His Career and Influence, Woodbridge, The Boydell Press, 1988 (ISBN 978-0-85115-705-4).
- (en) Tracy-Anne Cooper, Monk-Bishops and the English Benedictine Reform Movement : reading London, BL, Cotton Tiberius A. iii in its manuscript context, Toronto, Pontifical Institute of Mediaeval Studies, 2015 (ISBN 978-0-88844-193-5).
- (en) Julia Crick, « Edgar, Albion and Insular Dominion », dans Donald Scragg, Edgar King of the English: New Interpretations, Boydell, 2008 (ISBN 978-1-84383-399-4).
- (en) David Hugh Farmer, « Edgar », dans The Oxford Dictionary of Saints, Oxford University Press, 2011 (ISBN 9780191727764, lire en ligne).
- (en) D. J. V. Fisher, « The Anti-Monastic Reaction in the Reign of Edward the Martyr », Cambridge Historical Journal, vol. 10, no 3,‎ 1952, p. 254-270 (ISSN 0018-246X).
- (en) Robin Fleming, Kings and Lords in Conquest England, Cambridge, Cambridge University Press, 1991, 257 p. (ISBN 0-521-39309-4).
- (en) Sarah Foot, Veiled Women, Vol. II, Aldershot, Ashgate, 2000, 296 p. (ISBN 978-0-7546-0044-2).
- (en) Antonia Gransden, Legends, Traditions and History in Medieval England, Londres, The Hambledon Press, 1992, 424 p. (ISBN 978-1-85285-016-6).
- (en) Judith Green, Forging the Kingdom : Power in English Society 973-1189, Cambridge, Cambridge University Press, 2017, 318 p. (ISBN 978-0-521-15829-9).
- (en) Mechtild Gretsch, The Intellectual Foundations of the English Benedictine Reform, Cambridge, Cambridge University Press, 1999 (ISBN 978-0-521-03052-6).
- (en) Dawn Hadley, The Northern Danelaw : Its Social Structure c. 800-1100, Londres, Leicester University Press, 2000, 385 p. (ISBN 978-0-7185-0014-6, lire en ligne).
- (en) Cyril Hart, The Danelaw, Londres, Hambledon Press, 1992, 728 p. (ISBN 978-1-85285-044-9).
- (en) Cyril Hart, « Æthelwine [Ethelwine, Æthelwine Dei Amicus] (d. 992) », dans Oxford Dictionary of National Biography, Oxford University Press, 2005 (lire en ligne ).
- (en) Cyril Hart, « Edward [St Edward called Edward the Martyr] (c. 962–978) », dans Oxford Dictionary of National Biography, Oxford University Press, 2007 (lire en ligne ).
- (en) Stephanie Hollis, « Wilton as a Centre of Learning », dans Writing the Wilton Women : Goscelin's Legend of Edith and Liber Confortatorius, Turnhout, Brepols, 2004 (ISBN 978-2-503-51436-9).
- (en) Richard Huscroft, Making England 796-1042, Abingdon, Routledge, 2019 (ISBN 978-1-138-18246-2).
- (en) Charles Insley, « Charters, Ritual and Late Tenth-Century Kingship », dans Janet Nelson, Susan Reynolds et Susan M. Johns (éd.), Gender and Historiography : Studies in the Earlier Middle Ages in Honour of Pauline Stafford, Londres, University of London Press, 2012 (ISBN 978-1-905165-79-7).
- (en) Shashi Jayakumar, « Some Reflections on the 'Foreign Policies' of Edgar 'the Peaceable' », Haskins Society Journal, vol. 10,‎ 2001, p. 17-37 (ISSN 0963-4959).
- (en) Eric John, « The Age of Edgar », dans James Campbell (éd.), The Anglo-Saxons, Londres, Penguin Books, 1982 (ISBN 978-0-14-014395-9).
- (en) Catherine Karkov, The Ruler Portraits of Anglo-Saxon England, Woodbridge, Boydell, 2004, 209 p. (ISBN 1-84383-059-0, lire en ligne).
- (en) Catherine Karkov, « The Frontispiece to the New Minster Charter and the King's Two Bodies », dans Donald Scragg (éd.), Edgar King of the English: New Interpretations, Boydell, 2008 (ISBN 978-1-84383-399-4).
- (en) Simon Keynes, « England, c. 900–1016 », dans Timothy Reuter, The New Cambridge Medieval History, vol. III, Cambridge University Press, 1999 (ISBN 0-521-36447-7).
- (en) Simon Keynes, « Ely Abbey 672-1109 », dans Peter Meadows et Nigel Ramsay (éd.), A History of Ely Cathedral, Woodbridge, The Boydell Press, 2003 (ISBN 978-0-85115-945-4).
- (en) Simon Keynes, « Eadwig (c.940–959) », dans Oxford Dictionary of National Biography, Oxford University Press, 2004 (lire en ligne ).
- (en) Simon Keynes, « Edgar, rex admirabilis », dans Donald Scragg, Edgar King of the English: New Interpretations, Boydell, 2008a (ISBN 978-1-84383-399-4), p. 3-58.
- (en) Simon Keynes, « A Conspectus of the Charters of King Edgar 957–975 », dans Donald Scragg, Edgar King of the English: New Interpretations, Boydell, 2008b (ISBN 978-1-84383-399-4), p. 60-80.
- (en) Michael Lapidge, « Æthelwold as Scholar and Teacher », dans Barbara Yorke (éd.), Bishop Æthelwold: His Career and Influence, Woodbridge, The Boydell Press, 1988 (ISBN 978-0-85115-705-4).
- (en) Michael Lapidge, The Cult of St Swithun, Oxford, Oxford University Press, 2003, 870 p. (ISBN 978-0-19-813183-0, lire en ligne).
- (en) M. K. Lawson, Cnut : England's Viking King 1016-35, Stroud, The History Press, 2011 (ISBN 978-0-7524-6069-7).
- (en) Christopher Lewis, « Edgar, Chester and the Kingdom of the Mercians, 957–959 », dans Donald Scragg, Edgar King of the English: New Interpretations, Boydell & Brewer, 2008 (ISBN 978-1-84383-399-4).
- (en) Nicole Marafioti, The King's Body : Burial and Succession in Late Anglo-Saxon England, Toronto, University of Toronto Press, 2014, 297 p. (ISBN 978-1-4426-4758-9, lire en ligne).
- (en) Sean Miller, « Eadwig », dans Michael Lapidge, John Blair, Simon Keynes et Donald Scragg (éd.), The Wiley Blackwell Encyclopedia of Anglo-Saxon England, Wiley Blackwell, 2014, 2e éd. (ISBN 978-0-470-65632-7).
- (en) Sean Miller, « Edgar », dans Michael Lapidge, John Blair, Simon Keynes et Donald Scragg (éd.), The Wiley Blackwell Encyclopedia of Anglo-Saxon England, Wiley Blackwell, 2014, 2e éd. (ISBN 978-0-470-65632-7).
- (en) George Molyneaux, « Why were some Tenth-Century English Kings Presented as Rulers of Britain? », Transactions of the Royal Historical Society, vol. 21,‎ 2011, p. 59-91 (DOI 10.1017/S0080440111000041).
- (en) George Molyneaux, The Formation of the English Kingdom in the Tenth Century, Oxford, Oxford University Press, 2015, 319 p. (ISBN 978-0-19-871791-1, lire en ligne).
- (en) Rory Naismith, « Prelude to Reform : Tenth-Century English Coinage in Perspective », dans Rory Naismith, Martin Allen et Elina Screen (éd.), Early Medieval Monetary History : Studies in Memory of Mark Blackburn, Abingdon, Routledge, 2014 (ISBN 978-0-367-59999-7), p. 39-83.
- (en) Rory Naismith, Britain and Ireland c.400-1066, Cambridge, Cambridge University Press, coll. « Medieval European Coinage » (no 8), 2017, 901 p. (ISBN 978-0-521-26016-9).
- (en) Rory Naismith, Early Medieval Britain c.500–1000, Cambridge, Cambridge University Press, 2021, 500 p. (ISBN 978-1-108-44025-7).
- (en) Janet Nelson, « Inauguration Rituals », dans P. H. Sawyer et I. N. Wood (éd.), Early Medieval Kingship, Leeds, School of History, University of Leeds, 1977 (ISBN 978-0-906200-00-1).
- (en) Janet Nelson, « Rulers and Government », dans Timothy Reuter, The New Cambridge Medieval History, vol. III, Cambridge University Press, 1999 (ISBN 0-521-36447-7).
- (en) Veronica Ortenberg, The English Church and the Continent, Oxford, Clarendon Press, 2002 (ISBN 978-0-19-820159-5).
- (en) Peter Rex, Edgar, King of the English 959-975, Stroud, Tempus, 2007, 222 p. (ISBN 978-0-7524-4124-5).
- (en) Susan J. Ridyard, The Royal Saints of Anglo-Saxon England : a study of West Saxon and East Anglian cults, Cambridge, Cambridge University Press, 1988, 340 p. (ISBN 0-521-30772-4, lire en ligne).
- (en) Levi Roach, Kingship and Consent in Anglo-Saxon England, 871–978, Cambridge, Cambridge University Press, 2013, 317 p. (ISBN 978-1-107-03653-6, lire en ligne).
- (en) Levi Roach, Æthelred the Unready, New Haven, Yale University Press, 2016 (ISBN 978-0-300-22972-1).
- (en) David Rollason, Saints and Relics in Anglo-Saxon England, Oxford, Basil Blackwell, 1989, 245 p. (ISBN 978-0-631-16506-4).
- (en) Alexander Rumble, « The Laity and the Monastic Reform in the Reign of Edgar », dans Donald Scragg, Edgar King of the English: New Interpretations, Boydell, 2008 (ISBN 978-1-84383-399-4).
- (en) Mercedes Salvador-Bello, « The Edgar Panegyrics in the Anglo-Saxon Chronicle », dans Donald Scragg, Edgar King of the English: New Interpretations, Boydell, 2008 (ISBN 978-1-84383-399-4).
- (en) Donald Scragg (éd.), Edgar, King of the English, 959-975 : New Interpretations, Woodbridge, Boydell & Brewer, 2008, 274 p. (ISBN 978-1-84383-399-4, lire en ligne).
- (en) Alfred P. Smyth, Warlords and Holy Men : Scotland AD 80–1000, Londres, Edward Arnold, 1984 (ISBN 978-0-7131-6305-6).
- (en) Ben Snook, The Anglo-Saxon Chancery : The History, Language and Production of Anglo-Saxon Charters from Alfred to Edgar, Woodbridge, Boydell Press, 2015, 254 p. (ISBN 978-1-78327-006-4, lire en ligne).
- (en) Pauline Stafford, Unification and Conquest : A Political and Social History of England in the Tenth and Eleventh Centuries, Londres, Edward Arnold, 1989, 232 p. (ISBN 978-0-7131-6532-6).
- (en) Pauline Stafford, Queen Emma and Queen Edith, Oxford, Blackwell, 2001, 384 p. (ISBN 978-0-631-16679-5).
- (en) Pauline Stafford, « Ælfthryth (d. 999x1001) », dans Oxford Dictionary of National Biography, Oxford University Press, 2004 (lire en ligne ).
- (en) Frank M. Stenton, Anglo-Saxon England, Oxford University Press, 1971, 3e éd., 822 p. (ISBN 0-19-280139-2, lire en ligne).
- (en) Thomas Symons, « Regularis Concordia: History and Derivation », dans David Parsons (éd.), Tenth-Century Studies: Essays in Commemoration of the Millennium of the Council of Winchester and Regularis Concordia, Londres, Phillimore, 1975 (ISBN 978-0-85033-179-0).
- (en) Alan Thacker, « Æthelwold and Abingdon », dans Barbara Yorke (éd.), Bishop Æthelwold : His Career and Influence, Woodbridge, The Boydell Press, 1988 (ISBN 978-0-85115-705-4).
- (en) Alan Thacker, « Cults at Canterbury : Relics and Reform under Dunstan and his Successors », dans Nigel Ramsay, Margaret Sparks & Tim Tatton-Brown (éd.), St Dunstan : His Life, Times and Cult, Woodbridge, The Boydell Press, 1992 (ISBN 978-0-85115-301-8).
- (en) Alaric Trousdale, « Being Everywhere at Once: Delegation and Royal Authority in Late Anglo-Saxon England », dans Gale Owen-Crocker et Brian Schneider (éd.), Kingship, Legislation and Power in Anglo-Saxon England, Woodbridge, The Boydell Press, 2013 (ISBN 978-1-84383-877-7).
- (en) Dorothy Whitelock, « The Dealings of the Kings of England with Northumbria », dans Peter Clemoes (éd.), The Anglo-Saxons: Studies in some Aspects of their History and Culture presented to Bruce Dickins, Londres, Bowes & Bowes, 1959, p. 707-788.
- (en) Ann Williams, Kingship and Government in Pre-Conquest England, c. 500-1066, Basingstoke, Macmillan Press, 1999, 273 p. (ISBN 978-0-312-22090-7).
- (en) Ann Williams, Æthelred the Unready : The Ill-Counselled King, Continuum, 2003, 306 p. (ISBN 978-1-85285-382-2, lire en ligne).
- (en) Ann Williams, « Edgar (called Edgar Pacificus) (943/4–975) », dans Oxford Dictionary of National Biography, Oxford University Press, 2014 (lire en ligne ).
- (en) Joachim Wollasch, « Monasticism: the First Wave of Reform », dans Timothy Reuter, The New Cambridge Medieval History, vol. III, Cambridge University Press, 1999 (ISBN 0-521-36447-7).
- (en) Patrick Wormald, « Æthelwold and his Continental Counterparts: Contact, Comparison, Contrast », dans Barbara Yorke (éd.), Bishop Æthelwold: His Career and Influence, Woodbridge, The Boydell Press, 1988 (ISBN 978-0-85115-705-4).
- (en) Patrick Wormald, The Making of English Law : King Alfred to the Twelfth Century. Volume 1, Legislation and Its Limits, Oxford, Blackwell, 1999, 528 p. (ISBN 978-0-631-13496-1).
- (en) Barbara Yorke, « Introduction », dans Barbara Yorke (éd.), Bishop Æthelwold: His Career and Influence, Woodbridge, The Boydell Press, 1988a (ISBN 978-0-85115-705-4).
- (en) Barbara Yorke, « Æthelwold and the Politics of the Tenth Century », dans Barbara Yorke (éd.), Bishop Æthelwold: His Career and Influence, Woodbridge, The Boydell Press, 1988b (ISBN 978-0-85115-705-4).
- (en) Barbara Yorke, Wessex in the Early Middle Ages, Leicester University Press, 1995, 394 p. (ISBN 0-7185-1856-X).
- (en) Barbara Yorke, « The Legitimacy of St Edith », Haskins Society Journal, vol. 11,‎ 2003, p. 97-113 (ISSN 0963-4959).
- (en) Barbara Yorke, « Wulfthryth (St Wulfthryth) (d. c.1000) », dans Oxford Dictionary of National Biography, Oxford University Press, 2004a (lire en ligne ).
- (en) Barbara Yorke, « Edith [St Edith, Eadgyth] (961x4–984x7) », dans Oxford Dictionary of National Biography, Oxford University Press, 2004b (lire en ligne ).
- (en) Barbara Yorke, « Wulfhild [St Wulfhild] (d. after 996) », dans Oxford Dictionary of National Biography, Oxford University Press, 2004c (lire en ligne ).
- (en) Barbara Yorke, « Æthelwold (St Æthelwold, Ethelwold) (904x9–984) », dans Oxford Dictionary of National Biography, Oxford University Press, 2004d (lire en ligne ).
- (en) Barbara Yorke, « The Women in Edgar's Life », dans Donald Scragg, Edgar King of the English, 959-975, Woodbridge, The Boydell Press, 2008 (ISBN 978-1-84383-928-6).
- (en) Barbara Yorke, « The Burial of Kings in Anglo-Saxon England », dans Gale Owen-Crocker et Brian Schneider (éd.), Kingship, Legislation and Power in Anglo-Saxon England, Woodbridge, The Boydell Press, 2013 (ISBN 978-1-84383-877-7).